# Thienemanniella flavescens
Thienemanniella flavescens är en tvåvingeart som först beskrevs av Edwards 1929.  Thienemanniella flavescens ingår i släktet Thienemanniella och familjen fjädermyggor. Inga underarter finns listade i Catalogue of Life.